# Gemelli Tornado
I Gemelli Tornado (Tornado Twins), sono personaggi immaginari, supereroi dell'Universo DC. I gemelli sono Don e Dawn Allen, i figli di Barry Allen (il secondo Flash) e Iris West Allen. Comparvero per la prima volta in Adventure Comics n. 373 (ottobre 1968).

## Don e Dawn Allen
Nella loro prima comparsa, i gemelli sono i discendenti del XXX secolo di Barry Allen. Ottennero temporaneamente i loro poteri durante il "Flash Day", una cerimonia in onore del loro predecessore.
Dopo gli eventi di Crisi sulle Terre infinite, la storia dell'Universo DC cambiò. In questa nuova continuità, Barry Allen raggiunse brevemente sua moglie Iris nel XXX secolo, dove i due concepirono i gemelli. Prima che nascessero, tuttavia, Allen fu ucciso per salvare i mondi rimanenti dall'Anti-Monitor. Don e Dawn furono cresciuti in un'era di estrema xenofobia, dove l'attività metaumana non era benvenuta. Crescendo ascoltando le avventure del loro eroico padre dalla loro madre i due gemelli, che avevano ereditato i poteri super veloci di Barry, operavano come supereroi in segreto. Riuscivano a fare tutto ciò scomparendo in un istante, così velocemente da sembrare due tornado. Durante quest'epoca incontrarono il viaggiatore del tempo Wally West, che li ispirò nella loro lotta contro i pregiudizi del XXX secolo contro i metaumani.
Da adulti, Don sposò Meloni Thawne; insieme furono i genitori di Bart Allen, l'eroe velocista che fu noto la prima volta sotto il nome di Impulso, prima di maturare come membro dei Teen Titans Kid Flash, e che successivamente divenne il quarto Flash. Dawn Allen sposò Jeven Ognats, e diede alla luce Jenni Ognats, che sarebbe divenuta la Legionaria XS.
Il destino dei gemelli cambiò con ognuno con la più grande distruzione temporospaziale, sebbene abbiano coinvolto la morte in un certo senso. Dopo la Crisi sulle Terre Infinite furono uccisi aiutando la Legione dei Supereroi a distruggere un'invasione dei Dominatori durante la Five Year Gap (una linea temporale in cui Jenni non esisteva). Post-Ora zero, l'invasione dei Dominatori accadde quindici anni prima dell'esistenza della Legione; il presidente Thawne, un discendente corrotto del Professor Zoom, pianificò l'assassinio dei gemelli molti mesi dopo che i loro figli nacquero.
La miniserie Final Crisi: Legion of Three Worlds rivelò che i personaggi post-Ora Zero (inclusi anche Meloni Thawne e Jeven Ognats) erano originariamente gli stessi della versione post-Crisi infinita della Legione. Così avvenne la revisione della continuità: dopo la morte di Barry nella Crisi originale, i Gemelli e i loro famigliari divennero gli obiettivi del Professor Zoom, che tentò di sabotare il matrimonio di Don e Meloni. Entrambe le famiglie scapparono sulla Terra-247 e i gemelli morirono poco dopo in circostanze sconosciute. I cugini si riunirono con la nonna Iris, ed entrambi dibennero adolescenti nel giro di pochi giorni.

## Jai e Iris West
In Flash vol. 2 n. 225 (ottobre 2005), Linda Park, moglie del Flash attuale Wally West, diede alla luce i gemelli Jai ed Iris II. La famiglia West rimase ferma in un mondo parallelo per un anno dopo che la combinazione dei diversi Flash tentò di sconfiggere Superboy-Prime, ma fece ritorno sulla Terra in Justice League of America n. 10 (agosto 2007). A causa di un effetto collaterale dei loro superpoteri, Iris comparve come una bambina di dieci anni, e Jai, invece, come un bambino di otto. Wally si riferì a loro come ai "Gemelli Tornado", e li aiutò a seguire i suoi passi. Sebbene siano connessi alla Forza della velocità, i loro poteri si manifestano in modo diverso; Iris può vibrare attraverso la materia solida (potendo anche trasportare altri con sé), mentre Jai può aumentare temporaneamente la sua massa muscolare, ottenendo così temporaneamente la superforza. Nessuno dei due possiede la tipica super velocità, sebbene Iris l'ebbe per poco tempo quando i suoi poteri erano in cambiamento. I loro poteri necessitano di macchine specifiche per poter essere mantenuti stabili. La loro crescita accelerata continua la sua corsa e i loro poteri instabili si riveleranno essere un bioprodotto di una profonda connessione con l'aspetto della morte della Forza della velocità, fisicamente incarnata nel Flash Nero. Wally lo sconfisse un'ultima volta, recidendo la sua connessione con i suoi figli, i cui poteri e velocità di crescita finalmente si stabilizzarono.
Nessuno di loro possiede correntemente la super velocità, ma mentre invecchiavano per i motivi di cui sopra, esibirono l'abilità si svilupparla. Se era un effetto successivo o erano destinati naturalmente ad averla non è chiaro.
Sulla Terra-22, Wally West ha due gemelli, Iris e Barry West. Del duo, Iris mostrò una personalità audace, dritta ed irrequieta, simile a quella della sua controparte di Terra-1/Nuova Terra, mentre Barry mostrò una personalità più rilassata, meditativa e a volte ingaggia dei battibecchi amichevole con la sorella, incline a seguire ogni sua idea. Entrambi i gemelli posseggono gli stessi poteri super veloci, ma solo Iris divenne un'eroina.

## In altri media
Le parole Inferior Five, Metal Men e Tornado Twins comparvero come sfondo nell'episodio Mayhem of the Music Meister, nella serie animata Batman: The Brave and the Bold, quando il criminale del titolo mise in trappola Batman e Black Canary.
La ragazza appare col nome di Nora (come la madre di Barry), nell'ultimo episodio della quarta stagione di TheFlash.